# Родос, Леонид Аркадьевич
Леонид Аркадьевич (Абрамович) Родос (1 января 1919, Екатеринослав — 2010-е годы, Германия) — советский футболист, полузащитник, футбольный тренер. Заслуженный тренер РСФСР (1963).

## Биография
Начинал играть в футбол в команде «Промкооперация» (Днепропетровск). Затем сменил ещё ряд городских команд — «Спартак», «Сталь», «Динамо». В составе «Спартака» в 1937 году стал чемпионом Украинской ССР среди КФК. В составе «Стали» сыграл два матча в классе «Б». В 1941 году выступал за клубную команду московского «Спартака» в соревнованиях КФК. В первые послевоенные годы играл в классе «Б» за ОДО (Свердловск).
В начале 1950-х годов служил адъютантом маршала Жукова, командовавшего Уральским военным округом. Имел воинское звание майора.
Окончил Ленинградский военный институт физической культуры и Высшую школу тренеров.
В 1954 и 1958—1959 годах тренировал свердловский ОДО/СКВО. В 1958 и 1959 годах приводил команду к победе в зональном турнире класса «Б», в 1958 году стал также обладателем серебряных наград финального турнира. Одновременно работал с командой ОДО по хоккею с мячом. В 1960—1963 годах возглавлял «Уралмаш», с которым в 1962 году также стал победителем зонального турнира класса «Б».
В августе 1963 года вернулся на Украину, возглавив днепропетровский «Днепр». В следующем сезоне работал в «Днепре» ассистентом Анатолия Зубрицкого, затем возглавлял «Авангард» (Жёлтые Воды) и «Металлург» (Запорожье). В 1967—1968 годах снова тренировал «Днепр», приводил команду к 4 и 3 местам в зональном турнире первой лиги, сформировал костяк той команды, которую затем Валерий Лобановский вывел в высшую лигу. Затем работал с «Кривбассом» и тернопольским «Строителем».
В 1980-е годы тренировал студенческую команду Днепропетровского металлургического института. Возглавлял тренерский совет областной федерации футбола.
После распада СССР эмигрировал в Германию. Умер в начале 2010-х годов.